# Josip Belobrk
Josip Belobrk (Prugovac, 1879. március 12. – Zágráb, 1932. október 3.), horvát jogtudós, politikus, egyetemi tanár, a Zágrábi Egyetem rektora.

## Élete és munkássága
Josip Belobrk 1879. március 12-én született a Szentgyörgyvár melletti Prugovacban Đuro Belobrk és Marija Miholek legkisebb gyermekeként. Apja családjából származott a híres zágrábi kanonok, Matija Belobrk (1791-1877) is. A házaspárnak Josipon kívül még két gyermeke volt, Cecília és Petra. Josip mindössze 10 éves volt, amikor apja meghalt és a család eltartó nélkül maradt. Anyja a gyermekekkel Szentgyörgyvárra költözött, a velük rokoni kapcsolatban álló Božić család házába. Josip általános iskolába Szentgyörgyváron, középiskolába Belováron és Zágrábban járt.
Zágrábban a felsővárosi Klasszikus Gimnáziumba járt, ahol olyan, később hírnevet szerzett osztálytársai voltak, Vladko Maček politikus, Branko Šenoa akadémiai festő, Jakov Fischer orvos, David Riesner sebész, Većeslav Vilder publicista és a tudós
Milan Shufflay. 1897-ben érettségizett, majd beiratkozott a Zágrábi Egyetem Jogi Karára, ahol 1902-ben doktorált. A diploma megszerzése után a Szentgyörgyvári Járási Bíróságon, majd a Belovári Ítélőszéken dolgozott. 1903-tól Zimonyban volt végrehajtó, ahol 1908-ig tartózkodott. Itt vette feleségül Streicher Máriát, Streicher Sándor tóbérlő és halkereskedő lányát. 1908-ban a horvát-szerb koalíció megszervezésében való részvételért büntetésből Csázmára helyezték át. Ekkor csalódottan otthagyta a közszolgálatot, és visszatért Zimonyba, ahol egy magán ügyvédi irodában kapott állást.
Zimonyi tartózkodása azonban gyorsan nemkívánatossá vált az osztrák-magyar hatóságok számára, és 1909-ben a Zágrábi Ítélőszékre helyezték át. Ekkor folyt Zágrábban, az a per, melyet szervezkedés vádjával a Szerb Függetlenségi Párt 53 tagja ellen folytattak a hatóságok azzal a céllal, hogy megsemmisítsék az akkori vezető politikai erőt, a horvát-szerb koalíciót. A hazaárulási per során Josip Belobrk volt a főnyomozó asszisztense, akit megbíztak felderítés végzésével, valamint foglyok kihallgatásával. Mivel a perrel kapcsolatos álláspontja összeegyeztethetetlen volt az akkori kormány álláspontjával, eltávolították az ítélőszékről.
1909-ben ügyészhelyettes volt a zágrábi kerületi bíróságon és részmunkaidőben jogi adjunktus az Erdészeti Akadémián, valamint a zágrábi Geodéziai Tanfolyamon. 1910-ben a Horvát-Szlavón Tartományi Kormány Birtokközösségi és Földegyesítési Osztályára került. 1918. november 13-án amikor Szerb-Horvát-Szlovén Nemzeti Tanács zágrábi elnöksége kinevezte Túrmezei kerület önkormányzatának ideiglenes ügyvivőjét, Belobrk vette át a vezetői jogkört a leváltott túrmezei ispántól, Ljudevit Josipovićtól. Politikai funkcióival párhuzamosan a tanítással is foglalkozott. Így 1920-ban a Műszaki Főiskolán a jogtudományok rendes tanára lett. Ott a jogi tanfolyamok mellett magánjogot, nemzetgazdasági, pénzügyi, szociálpolitikai, valamint alkotmányos és közigazgatási jogot oktatott.
1920/1921-ben a Műszaki Főiskola villamosgépészeti, hajóépítési és hajómérnöki
szakágának vezetője lett. 1920-tól 1921-ig a Zágrábi Egyetem Mezőgazdasági és Erdészeti Karán közigazgatási és magánjogot, az Állatorvostudományi Karon az erdő- és vadászati jogot, és a politikai gazdaságtan alapjait oktatta. 1923-tól 1932-ig a Filozófiai Karon, az orvostani törvénykezést tanította. Közben 1926. augusztus 31-én a Műszaki Főiskolát a Zágrábi Egyetembe integrálták és az egyetemi tanács 1926 szeptemberében Belobrk professzort választotta meg a Műszaki Kar dékánjanak, aki következő két évben ebben is ebben a tisztségben maradt. Ernest Miler professzor 1928-ban bekövetkezett halála után ő lett az egyetem rektora, majd amikor hároméves mandátuma lejárt, az új egyetemi törvény előírásai szerint két évre újraválasztották. A zágrábi ortopédiai kongresszus megnyitóján, ahol megbízott rektorként hivatalból vett részt, halt meg 1932. október 3-án, 54 éves korában, szívrohamban. A rektori feladatokat Albert Bazala professzor vette át tőle.

## Fő művei
A Műszaki Kar Hallgatói Tanácsa 1930-ban adta ki könyvét „Nauka o narodnom gospodarstvu” (A nemzetgazdaság tudománya) címmel.